# Masia fortificada Mas de Roig
La Masia Fortificada Torre de Mas de Roig, o Torre de Mas de Roig, és un edifici agrícola i residencial fortificat, situat a uns vuit quilòmetres al nord de Vilafranca  en el conegut com a Camí de la Creu, a la comarca de l'Alt Maestrat.
Està declarada de forma genèrica Bé d'Interès Cultural, presentant anotació ministerial R-I-51-0012413, sota la protecció de la Declaració genèrica del Decret de 22 d'abril de 1949, i la Llei 16/1985 sobre el Patrimoni Històric Español, i presentant anotació ministerial del 21 de juliol de 2008.

## Història
Disperses pel terme municipal de Vilafranca existeixen una gran quantitat de masies fortificades. Es considera que una de les raons de la seva existència i nombre es deu al fet que la zona de Vilafranca no comptava amb un castell que permetés als agricultors disseminats per la zona, refugiar-se en cas de perill. Si tenim en compte que aquesta zona ha estat involucrada en tots els conflictes bèl·lics, des de la reconquesta a la guerra del 36 (Guerra de Successió, Guerra d'Independència, Guerres Carlistes, disputes amb la veïna Morella…), pot entendre's la necessitat de crear espais fortificats prop dels nuclis agrícoles on es concentrava cert nombre de població que vivia de les explotacions agràries de l'altiplà en el qual se situaven.

## Descripció
La torre es trobava molt propera a la Torre Figuera, pertanyent a la Masia Figuera (situada a l'oest, com el poble de Castellfort), la qual ha estat ja derruïda; i de la Masia fortificada de Mas de Tena (al sud).
Arquitectònicament, la torre segueix la tipologia comuna a la zona: presenta planta rectangular (encara que en aquest cas presenta més amplària que profunditat), amb murs de fàbrica de maçoneria, reforçats en les cantonades de carreus xicotets; el sostre hauria de ser inclinat i a una aigua, acabat en teula àrab, però en el cas d'aquesta torre, la sostrada original ha desaparegut, ja que la torre es va enrasar a l'altura de la resta de les construccions de la masia. Malgrat que la torre s'incrusta en la resta d'edificis, la seva façana d'estructura de carreu la fan recognoscible. Les finestres que presenten són amb una gran probabilitat de construcció posterior a l'original. La façana principal s'orienta al sud-oest
Actualment tota la masia sembla abandonada i el poc que queda de la torre té un aspecte considerablement deteriorat.